# Lijst van voetbalinterlands China - Mexico (vrouwen)
Deze lijst van voetbalinterlands is een overzicht van alle officiële voetbalinterlands tussen de nationale vrouwenteams van China en Mexico. De landen hebben tot nu toe twaalf keer tegen elkaar gespeeld.

## Wedstrijden
| №  | Plaats             | Datum             | Competitie                                     | Wedstrijd      | Uitslag |
| -- | ------------------ | ----------------- | ---------------------------------------------- | -------------- | ------- |
| 1  | Louisville         | 28 juni 2000      | Noord-Amerikaans kampioenschap 2000            | Mexico − China | 0 − 3   |
| 2  | Patras             | 14 augustus 2004  | Olympische Spelen 2004                         | China − Mexico | 1 − 1   |
| 3  | Shenyang           | 4 juli 2007       | Vriendschappelijk                              | China − Mexico | 1 − 0   |
| 4  | Shenyang           | 10 juli 2007      | Vriendschappelijk                              | China − Mexico | 1 − 0   |
| 5  | São Paulo          | 9 december 2009   | International Women's Football Tournament 2009 | China − Mexico | 3 − 0   |
| 6  | Chongqing          | 15 februari 2012  | Four Nations Women's Football Tournament 2012  | China − Mexico | 1 − 0   |
| 7  | Châtel-Saint-Denis | 22 september 2013 | Vriendschappelijk                              | China − Mexico | 1 − 0   |
| 8  | Chongqing          | 13 februari 2014  | Four Nations Women's Football Tournament 2014  | China − Mexico | 3 − 1   |
| 9  | Shenzhen           | 11 januari 2015   | Four Nations Women's Football Tournament 2015  | China − Mexico | 0 − 0   |
| 10 | Shenzhen           | 21 januari 2016   | Four Nations Women's Football Tournament 2016  | China − Mexico | 0 − 0   |
| 11 | Yongchuan          | 21 oktober 2017   | Four Nations Women's Football Tournament 2017  | China − Mexico | 3 − 2   |

## Samenvatting
| Competitie                                | Totaal gespeeld | Winst China | Gelijk | Winst Mexico | Doelsaldo China – Mexico |
| ----------------------------------------- | --------------- | ----------- | ------ | ------------ | ------------------------ |
| Olympische Spelen                         | 1               | 0           | 1      | 0            | 1 − 1                    |
| Noord-Amerikaans kampioenschap            | 1               | 1           | 0      | 0            | 3 − 0                    |
| Four Nations Women's Football Tournament  | 5               | 3           | 2      | 0            | 7 − 3                    |
| International Women's Football Tournament | 1               | 1           | 0      | 0            | 3 − 0                    |
| Vriendschappelijk                         | 3               | 3           | 0      | 0            | 3 − 0                    |
| Totaal                                    | 11              | 8           | 3      | 0            | 17 − 4                   |